# Friedrich Wilhelm Markull
Friedrich Wilhelm Markull, född 17 februari 1816 i Reichenbach vid Elbing, död 30 april 1887 i Danzig, var en tysk musiker.
Markull var lärjunge till Friedrich Schneider i Dessau och anställdes 1836 som organist i Danzig, där han tillbringade resten av sitt liv och verkade, förutom i kyrkan, som musikföreningsledare, pianolärare, musikkritiker och kompositör. Han skrev operor, oratorier, symfonier, orgelverk och sånger och utförde åtskilliga pianobearbetningar av klassisk musik.